# Not Enough Time
"Not Enough Time" es el trigésimo tercer disco sencillo del grupo australiano de rock INXS, el tercero desprendido de su octavo álbum de estudio Welcome to Wherever You Are, y fue publicado en septiembre de 1992. La canción fue escrita por Andrew Farriss y Michael Hutchence: la música en Sídney y la letra en París. Fue publicado tan solo en Estados Unidos y Japón; al mismo tiempo que "Baby Don't Cry" se publicaba en Europa y Australia.
La letra de la canción estaba originalmente pensada para otra composición de Welcome To Wherever You Are, que más tarde se convirtió en la canción de apertura del álbum 'Questions'. La versión original se puede escuchar en la remasterización de 2002 del álbum.
La cantante australiana Deni Hines actuó como corista en la canción y se casó con el guitarrista Kirk Pengilly un año después, en 1993.
TLa canción aparece en el álbum recopilatorio Barcelona Gold, lanzado coincidiendo con los Juegos Olímpicos de Barcelona 1992.
Como lado B se incluye el tema "Firma Terror" del bajista Gary Beers, y el tema "Light the Planet" de Kirk Pengilly.

## Formatos
Formatos del sencillo.
En Casete
| Casete. 1992 Atlantic Records 4-87437 |                   |                                    |          |  |
| N.º                                   | Título            | Escritor(es)                       | Duración |  |
| 1.                                    | «Not Enough Time» | Andrew Farriss y Michael Hutchence | 4:20     |  |
| 2.                                    | «Deepest Red»     | Jon Farriss y Michael Hutchence    | 3:20     |  |

En CD
| CD 1992 Atlantic Records 87437-2 . 1992 East West Records WMD5-4115 |                    |                                    |          |  |
| N.º                                                                 | Título             | Escritor(es)                       | Duración |  |
| 1.                                                                  | «Not Enough Time»  | Andrew Farriss y Michael Hutchence | 4:20     |  |
| 2.                                                                  | «Light the Planet» | Kirk Pengilly                      | 2:51     |  |

| CD 1992 Atlantic Records 85819-2 |                     |                                    |          |  |
| N.º                              | Título              | Escritor(es)                       | Duración |  |
| 1.                               | «Not Enough Time»   | Andrew Farriss y Michael Hutchence | 4:20     |  |
| 2.                               | «Deepest Red»       | Jon Farriss y Michael Hutchence    | 3:20     |  |
| 3.                               | «Firma Terror»      | Garry Gary Beers                   | 3:05     |  |
| 4.                               | «Im My Living Room» | Tim Farriss                        | 3:54     |  |